# Alice Skoglund
Alice Margareta Lovisa Skoglund, född 23 december 1907 i Oscars församling i Stockholm, död där 17 augusti 1976, var en svensk skådespelare. Hon var gift med filmproducenten Gösta Sandin 1935–1939.
Skoglund är begravd på Norra begravningsplatsen utanför Stockholm.

## Filmografi
- 1936 – Samvetsömma Adolf
- 1937 – Adolf Armstarke
- 1944 – Hemsöborna
- 1944 – Skeppar Jansson
- 1952 – Adolf i toppform

## Teater

### Roller
| År   | Roll         | Produktion                                               | Regi             | Teater                  |
| ---- | ------------ | -------------------------------------------------------- | ---------------- | ----------------------- |
| 1926 | Zozo, modell | Benjamin René Mercier, André Bardé och Benjamin Rabier   | Nils Johannisson | Södra Teatern           |
| 1927 |              | Som i ungdomens vår Walter Kollo och Willy Bredschneider | Arvid Petersén   | Södra Teatern           |
| 1928 | Medverkande  | Sådan är du, revy Karl-Ewert                             |                  | Folkets hus teater      |
| 1936 | Lilli Haller | Kloka gubben Paul Sarauw                                 | Sigurd Wallén    | Södra Teatern           |
| 1938 |              | Stockholmsfilurer Gideon Wahlberg                        | Gideon Wahlberg  | Odeonteatern, Stockholm |

### Fotnoter
1. ↑  SvenskaGravar
2. ↑  ”Teater och Musik”. Dagens Nyheter:  s. 10. 12 november 1926. http://arkivet.dn.se/arkivet/tidning/1926-11-12/308/10. Läst 2 augusti 2015.
3. ↑  ”Teater och Musik”. Dagens Nyheter:  s. 11. 28 augusti 1927. http://arkivet.dn.se/arkivet/tidning/1927-08-28/232/11. Läst 12 juni 2016.
4. ↑  ”'Sådan är du' på Folkets hus”. Dagens Nyheter:  s. 28. 2 januari 1928. http://arkivet.dn.se/arkivet/tidning/1928-01-02/s/28. Läst 1 januari 2016.
5. ↑  ”Teater Musik Film: Södra teaterns premiär”. Dagens Nyheter:  s. 12. 3 oktober 1936. http://arkivet.dn.se/arkivet/tidning/1936-10-03/269/12. Läst 8 januari 2016.
6. ↑  Erik Nyblom (4 oktober 1936). ”Löjen och tårar på Södran”. Dagens Nyheter:  s. 18. http://arkivet.dn.se/arkivet/tidning/1936-10-04/270/18. Läst 8 januari 2016.
7. ↑  ”Teater Musik Film: 'Stockholmsfilurer' på Odéonteatern”. Dagens Nyheter:  s. 12. 2 oktober 1938. http://arkivet.dn.se/arkivet/tidning/1938-10-02/267/12. Läst 13 januari 2016.